# Benigno Aquino Jr.
Benigno Aquino Jr. (Concepción, 27 de novembre de 1932 - Manila, 21 d'agost de 1983) va ser un periodista i polític filipí.
Va ser fill de Benigno Aquino Sr., i d'Aurora Aquino. Pertanyia a una influent família de l'illa de Luzón. El seu avi, Servillano Aquino havia estat general a l'exèrcit revolucionari d'Emilio Aguinaldo.
Va treballar en primer lloc com a periodista, professió per la que va estar destinat com a corresponsal de guerra a Corea a l'edat de 17 anys. A causa dels seus mèrits com a periodista va rebre com a premi una «Legió d'Honor» per part del president Elpidio Quirino i una segona amb grau de comandant el 14 d'octubre de 1954.
A el seu retorn a les Filipines va iniciar les seves activitats polítiques al Partit Liberal. Va ser alcalde als 22 anys, sotsgovernador als 27 i governador de la seva província de Tarlac, als 29. A la dècada dels 60 va ser ministre als governs de Carlos P. García i Diosdado Macapagal. L'arribada del dictador Ferdinand Marcos el va portar a l'oposició. Perseguit per les seves idees va ser condemnat a mort el 1977, però la sentència no va ser executada.
El maig de 1980, se'l permet exiliar-se als Estats Units, d'on va tornar al seu país tres anys més tard, malgrat les amenaces de diversos grups paramilitars. Va ser assassinat per ordre del president Marcos tan bon punt va baixar de l'avió en el mateix Aeroport Internacional de Manila, que actualment porta el seu nom, el 21 d'agost de 1983. La seva vídua, Corazón Aquino va ser la seva hereva política, i després d'una intensificació del rebuig popular al règim del president Marcos, generada després d'aquest assassinat, finalment va vèncer a les eleccions celebrades el 1986, substituint el dictador Marcos com a president.
El fill de Benigno i Corazón, Benigno Aquino III (també conegut com a "Noynoy" Aquino), va ser elegit President de les Filipines el 2010 –un any després de la mort de la seva mare–, i continua així la dinastia familiar.